# Graueria vittata
L'usignolo di Grauer (Graueria vittata Hartert, 1908) è un uccello passeriforme africano di incerta collocazione tassonomica. È l'unica specie nota del genere Graueria Hartert, 1908.

## Distribuzione e habitat
La specie è diffusa in  Repubblica Democratica del Congo, Ruanda, Burundi e  Uganda.